# Callidulidae
Callidulidae is een familie van vlinders.

## Geslachten
(Indicatie van aantallen soorten per geslacht tussen haakjes)
- Agonis (2)
- Caloschemia  (2)
- Callidula  (26)
- Comella  (4)
- Griveaudia  (6)
- Petavia  (9)
- Pterodecta  (2)
- Pterothysanus  (1)
- Tetragonus  (1)